# Argentijnse luchtmacht
De Argentijnse luchtmacht (Spaans: Fuerza Aérea Argentina, afkorting: FAA) is de onafhankelijke luchtmacht van de Argentijnse strijdkrachten. De president van Argentinië is opperbevelhebber van de luchtmacht en de andere onderdelen van het leger. Het hoofd van de luchtmacht is de stafchef die door de president benoemd wordt en de hoogste rang van de luchtmacht, brigadier-majoor, draagt.

## Geschiedenis

### Het begin

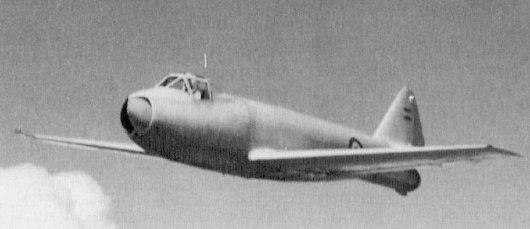
Een FMA Pulqui II (~1951).

De geschiedenis van de Argentijnse luchtmacht gaat terug tot de oprichting van de militaire vliegschool op 10 augustus 1912. In 1919 werd de eerste luchtarm van het leger opgericht. In 1927 werd het Argentijnse directoriaat-generaal luchtvaart opgericht om de verdere ontwikkeling van de militaire luchtvaart in het land te coördineren. Nog dat jaar werd de Fábrica Militar de Aviones (FMA) opgericht dat 's lands legervliegtuigen moest gaan bouwen. Begin jaren 1940 telde het Argentijns leger verscheidene luchteenheden. Op 11 februari 1944 werd het luchtmachtcommando opgericht en het jaar daarop, op 4 januari 1945, het luchtvaartsecretariaat. De luchtmacht introduceerde eigen emblemen en rangen en begon vanaf 1950 met de uitbouw van bases doorheen het land.

### Na de Tweede Wereldoorlog

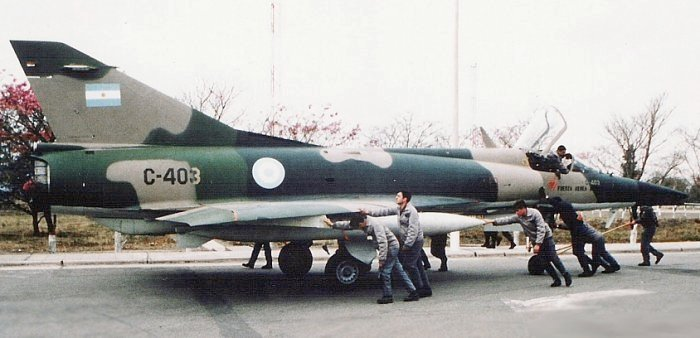
Een IAI Dagger (Mirage 5) van de AAF (okt 1981).

Direct na de Tweede Wereldoorlog begon de Argentijnse luchtmacht te moderniseren. In 1947 kocht ze als eerste in Zuid-Amerika straaljagers, de Britse Gloster Meteor. Daarnaast werden eveneens Britse Avro Lincoln en -Lancaster bommenwerpers en Amerikaanse Douglas DC-3, -4 en -6 transportvliegtuigen aangeschaft. Op 25 september 1969 werd de luchtmachtbasis Vicecomodoro Marambio geopend op Antarctica. In de jaren 1970 kreeg Argentinië met interne problemen te kampen wat internationaal tot wapenrestricties leidde. De luchtmacht kon langzaam moderniseren met de aankoop van Dassault Mirage III's van Frankrijk en IAI Fingers van Israël.

### Militaire dictatuur

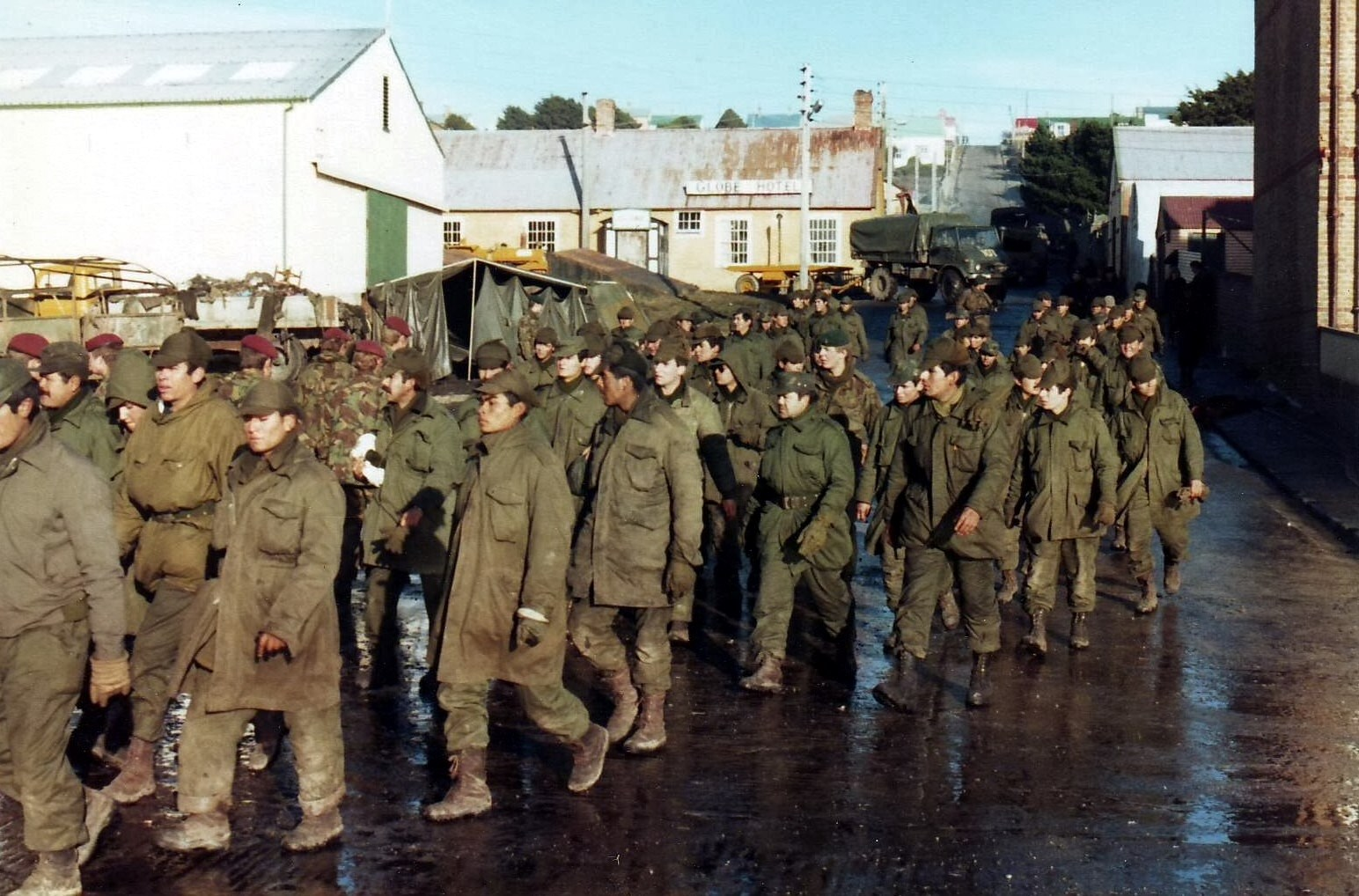
Argentijnse krijgsgevangenen in Port Stanley tijdens de Falklandoorlog.

In 1976 kwam in Argentinië een militaire dictatuur aan de macht, het regime-Videla. Tijdens de zogeheten Vuile Oorlog werd de luchtmacht ingezet om tegenstanders van het regime uit de weg te ruimen door ze boven zee uit vliegtuigen te gooien. Deze operaties zijn bekend geworden als de 'dodenvluchten'.
In 1982 veroverde de junta de Falklandeilanden, die ten zuidoosten van Argentinië liggen, op het Verenigd Koninkrijk. Dat leidde twee maanden later tot de Falklandoorlog, waarin Argentinië door de Britten verslagen werd. Die nederlaag leidde tot de val van de dictatuur. De luchtmacht had bij de oorlog zo'n zestig vliegtuigen verloren en de politiek-economische situatie waarin het land toen verkeerde maakte de vervanging ervan onmogelijk. Met behulp van bevriende landen konden toch nieuwe toestellen bemachtigd worden, zoals Mirage IIIC's van Israël, Mirage 5's van Peru en Embraer EMB 312 Tucano-trainingsvliegtuigen van Brazilië.

### Vanaf de jaren 90
Rond 1990 was de economische situatie in Argentinië grimmig. Wel verbeterden de internationale relaties opnieuw. Eind jaren 1990 leverden de VS A-4 Skyhawks en de nationale vliegtuigfabrieken FMA werden overgenomen door het Amerikaanse Lockheed wat ze een nieuwe impuls gaf. De Argentijnse luchtmacht begon in jaren 1990 ook deel te nemen aan internationale missies zoals de Golfoorlog en de VN-missies in Cyprus en Haïti. Begin 2005 ontsloeg president Néstor Kirchner de stafchef van de luchtmacht na een drugsschandaal op de luchthaven van de hoofdstad Buenos Aires. Anno 2008 is de Argentijnse luchtmacht bezig met de bouw van een nationaal radarnetwerk, het vervangen van de intussen verouderde Mirages en het invoeren van nieuwe technologieën. Jaarlijks worden oefeningen gehouden met de buurlanden Brazilië en Chili.

## Luchtmachtbases
Parara/General Urquiza
Córdoba
Nabij Buenos Aires:
José C. Paz/Mariano Moreno
Moron (luchtvaartinstituut)
El Palomar
Quilmes
Tandil
Mendoza/El Plumerillo
Rio Cuarto
Villa Reynolds
Reconquista
Comodoro Rivadavia/General Enrique Mosco
Río Gallegos
Op Antarctica:
Base Marambio
Base Benjamín Matienzo

## Inventaris

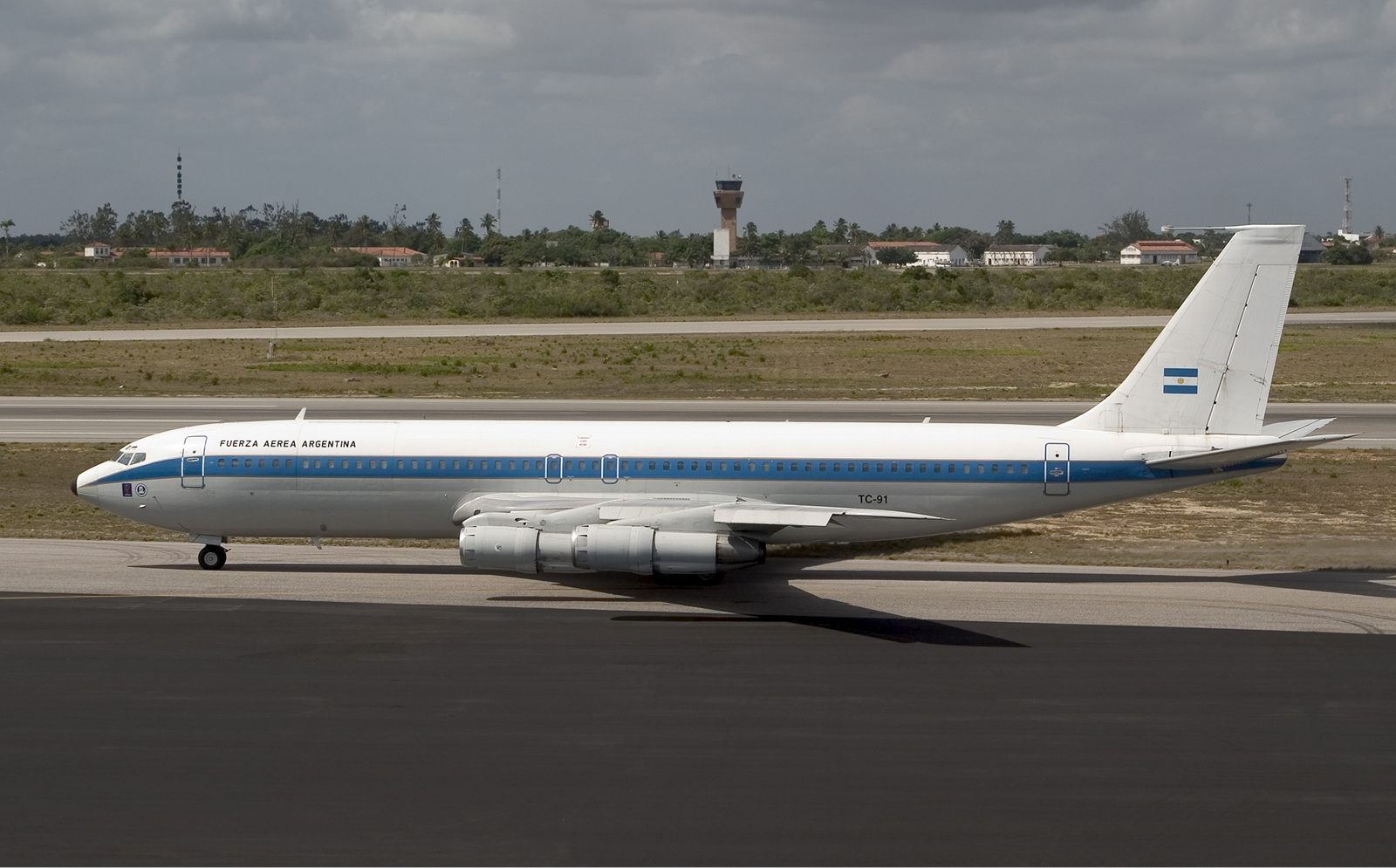
Boeing 707-387C.

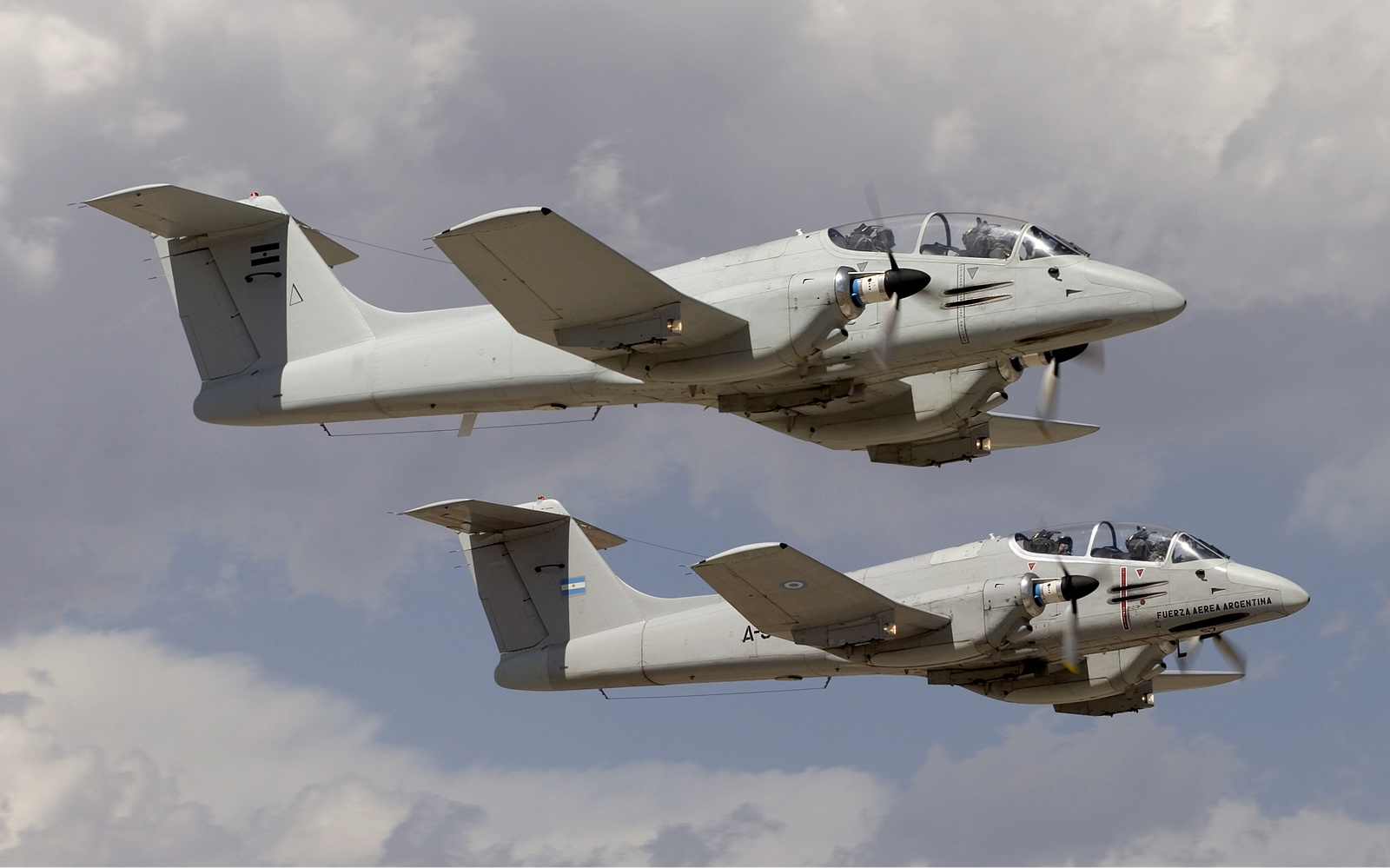
FMA IA-58A Pucara.

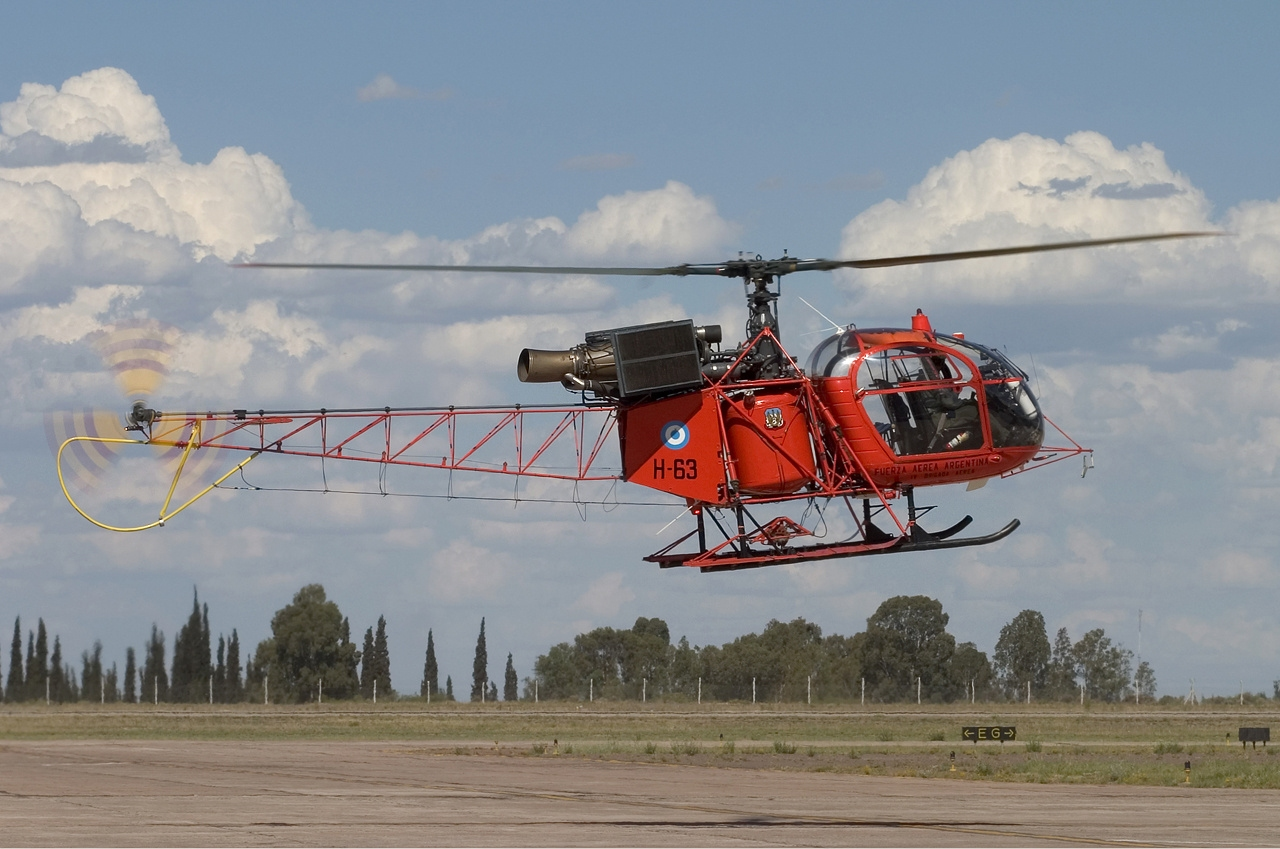
Aérospatiale SA-315B Lama.

| Toestel                     | Versie(s)                   | #           | Rol                           | Herkomst         |             |
| Vliegtuigen                 | Vliegtuigen                 | Vliegtuigen | Vliegtuigen                   | Vliegtuigen      | Vliegtuigen |
| --------------------------- | --------------------------- | ----------- | ----------------------------- | ---------------- | ----------- |
| Beechcraft T-34             | FMA T-34A                   | 31          | training                      | Verenigde Staten |             |
| Boeing 707                  |                             | 4           | transport                     | Verenigde Staten |             |
| Boeing 757                  | 757-200                     | 1           | presidentieel vliegtuig       | Verenigde Staten |             |
| Cessna 182                  | A182                        | 18          | varia                         | Verenigde Staten |             |
| de Havilland Canada DHC-6   | DHC-6-200                   | 8           | varia                         | Canada           |             |
| Embraer EMB 312 Tucano      |                             | 22          | training                      | Brazilië         |             |
| FMA IA 58                   | IA-58A                      | 24          | aanval                        | Argentinië       |             |
| FMA IA 63                   |                             | 12          | training                      | Argentinië       |             |
| Fokker F27                  | F27-400F27-400MF27-600      | 143         | transport                     | Nederland        |             |
| Fokker F28                  | F28-1000F28-1000CF28-4000   | 121         | transport                     | Nederland        |             |
| IAI Finger                  |                             | 13          | gevecht                       | Israël           |             |
| Learjet 35                  | 35A                         | 4           | speciale opdrachten           | Verenigde Staten |             |
| Learjet 60                  |                             | 1           | passagiers                    | Verenigde Staten |             |
| Lockheed C-130 Hercules     | C-130BC-130HKC-130HL-100-30 | 231         | transportluchttankertransport | Verenigde Staten |             |
| Piper PA-31                 | PA-31P                      | 1           |                               | Argentinië       |             |
| Rockwell Aero Commander 500 | 500U                        | 4           | transport                     | Verenigde Staten |             |
| Rockwell Sabreliner         | 75A                         | 1           | passagiers                    | Verenigde Staten |             |
| Saab 340                    | 340B                        | 4           | transport                     | Zweden           |             |
| Sukhoi Su-29                |                             | 7           | kunstvliegen                  | Rusland          |             |
| Helikopters                 |                             |             |                               |                  |             |
| Aérospatiale Alouette II    | SA 315B                     | 2           | redding                       | Frankrijk        |             |
| Bell 212                    |                             | 5           | varia                         | Verenigde Staten |             |
| Bell UH-1                   | UH-1H                       | 8           | varia                         | Verenigde Staten |             |
| Hughes OH-6                 | 369                         | 5           | verkenning                    | Verenigde Staten |             |
| MD Helicopters MD 500       | 500500D                     | 110         | varia                         | Verenigde Staten |             |
| Sikorsky S-70               | S-70A                       | 1           | passagiers                    | Verenigde Staten |             |
| Sikorsky S-76               | S-76 Mk II                  | 1           | passagiers                    | Verenigde Staten |             |